# Municipio de Fairfield (condado de Tippecanoe)
El municipio de Fairfield (en inglés: Fairfield Township) es un municipio ubicado en el condado de Tippecanoe en el estado estadounidense de Indiana. En el año 2010 tenía una población de 51113 habitantes y una densidad poblacional de 703,28 personas por km².

## Geografía
El municipio de Fairfield se encuentra ubicado en las coordenadas 40°25′43″N 86°51′10″O / 40.42861, -86.85278. Según la Oficina del Censo de los Estados Unidos, el municipio tiene una superficie total de 72.68 km², de la cual 71.4 km² corresponden a tierra firme y (1.75%) 1.27 km² es agua.

## Demografía
Según el censo de 2010, había 51113 personas residiendo en el municipio de Fairfield. La densidad de población era de 703,28 hab./km². De los 51113 habitantes, el municipio de Fairfield estaba compuesto por el 84.42% blancos, el 5.9% eran afroamericanos, el 0.38% eran amerindios, el 1.62% eran asiáticos, el 0.02% eran isleños del Pacífico, el 5.09% eran de otras razas y el 2.56% pertenecían a dos o más razas. Del total de la población el 11.21% eran hispanos o latinos de cualquier raza.